# Asteroidspektralklasser
Asteroider tilldelas en spektralklass baserat på färg och ibland albedo. Dessa typer tros motsvara asteroidens ytsammansättning. För små kroppar som inte är invärtes differentierade är de ytliga och inre sammansättningarna förmodligen liknande, medan större kroppar som 1 Ceres och 4 Vesta har visats ha intern struktur.

## Aktuella klassifikationer
Den moderna klassifikationen påbörjades 1975 av Clark R. Chapman, David Morrison och Ben Zellner med tre kategorier: C för mörka kolhaltiga kroppar, S för steniga (kiselhaltiga) kroppar, och U för de som inte passade i C- eller K-klassen. Denna klassifikation har sedan dess utökats och förtydligats.
Ett antal klassifikationssystem finns för närvarande, och även om de strävar efter att behålla någon mån av inbördes konsekvens, sorteras ganska många asteroider i olika klasser beroende på det specifika klassifikationssystemet. Detta händer eftersom varje system använder sig av olika kriterier för klassifikationen. De två vanligaste klassifikationssystem beskrivs nedan.

### Tholen-klassifikation
Den mest använda taxonomin i över ett årtionde har varit det som David J. Tholen först föreslog 1984. Detta klassifikationssystem utvecklades från mätningar av bredbandsspektra (mellan 0,31μm och 1,06μm) som erhölls under Eight-Color Asteroid Survey (ECAS) på 1980-talet, i kombination med albedomätningar. Den ursprungliga formulering var baserad på mätningar av 978 asteroider.
Detta system innefattar 14 typer där huvuddelen av asteroiderna hamnar i en av tre breda kategorier, och flera smärre typer. De är, med sina största typexempel:
| C-gruppen: mörka kolhaltiga kroppar, som innefattar bland andra följande undertyper: |                                              | |
| B-typ                                                                                | (2 Pallas)                                   | |
| F-typ                                                                                | (704 Interamnia)                             | |
| G-typ                                                                                | (1 Ceres)                                    | |
| C-typ                                                                                | (10 Hygiea)                                  | återstående majoriteten av 'standard'-C-typ-asteroider. Denna grupp innefattar ungefär 75% av samtliga asteroider. |
| S-typ                                                                                | (15 Eunomia, 3 Juno)                         | kiselhaltiga (eller "steniga") kroppar. Denna klass utgör ungefär 17% av samtliga asteroider.                      |
| X-gruppen                                                                            |                                              | |
| M-typ                                                                                | (16 Psyche)                                  | metalliska kroppar, den tredje mest vanliga gruppen.                                                               |
| E-typ                                                                                | (44 Nysa, 55 Pandora)                        | skiljer sig från M-typ mest genom höga albedon                                                                     |
| P-typ                                                                                | (259 Aletheia, 190 Ismene; CP: 324 Bamberga) | skiljer sig från M-typ mest genom låga albedon                                                                     |
| Smärre klasser                                                                       |                                              | |
| A-typ                                                                                | (446 Aeternitas)                             | |
| D-typ                                                                                | 624 Hektor)                                  | |
| T-typ                                                                                | (96 Aegle)                                   | |
| Q-typ                                                                                | 1862 Apollo                                  | |
| R-typ                                                                                | 349 Dembowska                                | |
| V-typ                                                                                | 4 Vesta                                      | |

Kroppar har ibland fått en kombinerad typ, till exempel CG, när deras egenskaper varit en kombination av de typiska för flera typer.

### SMASS-klassifikation
Denna är en nyare taxonomi som introducerades 2002 av Schelte J. Bus and Richard P. Binzel, baserad på Small Main-Belt Asteroid Spectroscopic Survey (SMASS) av  1447 asteroider. Denna undersökning producerade spektra med mycket högre upplösning än ECAS, och kunde urskilja ett stort omfång av smala spektrala mönster. Dock observerades ett mindre våglängdsintervall (0,44μm till 0,92μm). Dessutom togs inte albedovärden i akt.
Samtidigt som man försökte att hålla sig till Tholen-taxonomin så mycket som möjligt med de olika data som grund, klassificerades asteroiderna i de 24 typerna nedan. Majoriteten av kropparna hamnar igen i de tre breda C-, S- och X-kategorierna, med ett fåtal ovanliga kroppar klassificerade i mindre typer:
| C-gruppen kolhaltiga kroppar som innefattar:                |                       |                                                                                                   |
| B-type\|                                                    |                       | sammanfaller i stort set med Tholens B och F typer                                                |
| C-type                                                      |                       | De vanligaste kolhaltiga icke-B kropparna                                                         |
| Cg Ch Cgh                                                   |                       | något besläktade med Tholens G-typ                                                                |
| Cb                                                          |                       | övergångsobjekt mellan C- och B-typerna                                                           |
| S-gruppen, kiselhaltiga (steniga) kroppar som innefattar:   |                       |                                                                                                   |
| A-typ                                                       |                       |                                                                                                   |
| Q-typ                                                       |                       |                                                                                                   |
| R-typ                                                       |                       |                                                                                                   |
| K-typ                                                       | 181 Eucharis, 221 Eos | en ny kategori                                                                                    |
| L-typ                                                       | 83 Beatrix            | en ny kategori                                                                                    |
| S-typ                                                       |                       | den vanligaste i S-gruppen                                                                        |
| Sa, Sq, Sr, Sk och Sl                                       |                       | övergångsobjekt mellan vanliga S och de andra typerna i gruppen.                                  |
| X-gruppen, huvudsakligen metalliska kroppar som innefattar: |                       |                                                                                                   |
| X-typ                                                       |                       | den vanligaste i X-gruppen, däribland kroppar som klassificeras av Tholen som M-, E- eller P-typ. |
| Xe, Xc och Xk                                               |                       | övergångstyper mellan vanliga X och motsvarande bokstavstyper.                                    |
| T-typ                                                       |                       |                                                                                                   |
| D-typ                                                       |                       |                                                                                                   |
| Ld-typ                                                      |                       | en ny typ med mer extrema spektralmönster än L-typen                                              |
| O-typ en liten kategori (3628 Boznemcová med flera)         |                       |                                                                                                   |
| V-typ                                                       |                       |                                                                                                   |

Ett betydande antal små asteroider klassificerades i typerna Q, R och V som representerades av endast en kropp i Tholens system. I SMASS-systement tilldelades samtliga asteroider endast en typ.
Ett fåtal närjordsobjekt har spektra som skiljer sig betydligt från samtliga SMASS-klasser. Detta är troligtvis därför att dessa kroppar är mycket mindre än de i huvudbältet, och kan därför ha yngre, mindre påverkade ytor eller bestå av en mindre varierad blandning av mineraler.

## Utvärdering
Dessa klassifikationssystem förvändas att förfinas och/eller ersättas i takt med att asteroidforskningen fortskrider. Dock är för tillfället spektralklassifikation baserad på de två nämnda grova spektroskopiska undersökningarna från 1990-talet fortfarande standard. Forskare har inte lyckats enas om ett bättre taxonomiskt system, huvudsakligen på grund av svårigheten att erhålla konsekventa detaljrika mätresultat för ett stort urval att asteroider. Till exempel skulle spektra med finare upplösning eller icke-spektrala data som densiteter var mycket användbara i klassifikationssyfte).
De tre huvudsakliga asteroidspektralklasserna tros vara besläktade med de tre grundläggande meteorittyperna:
- C-typ - Kondritmeteoriter
- S-typ - Stenmeteoriter
- M-typ - Järnmeteoriter